# Birth of a New Age
Singles de Jeangu Macrooy
Grow
(2020)
Birth of a New Age (« Naissance d'un nouvel âge ») est une chanson du chanteur surinamais Jeangu Macrooy, sortie dans sa version actuelle le 4 mars 2021. Cette chanson représente les Pays-Bas lors du Concours Eurovision de la chanson 2021 qui se déroule à Rotterdam. En tant que représentant du pays organisateur, Jeangu Macrooy participe de fait à la finale le 22 mai 2021.
Macrooy est alors accompagné de son frère et chanteur Xillan Macrooy, de la chanteuse A Mili et du danseur Gil The Grid.

## Sortie du clip vidéo
Le 4 mars 2021, Macrooy et le diffuseur AVROTROS ont annoncé via une diffusion en direct que «Birth of a New Age» allait être l'entrée néerlandaise du Concours Eurovision de la Chanson de 2021. Le lendemain, le clip officiel a été présenté. Les enregistrements ont été tournés au Rijksmuseum, Tropenmuseum en et au Koepelkerk (Ronde Lutherse Kerk), à Amsterdam, sous la direction de Kevin Osepa et la cinématographie de Jasper Wolf,.

## Composition
Le genre musical de Birth of a New Age est la musique soul, combiné avec la percussion et l'échange d'appels et de réponses de la kawina, un genre originaire du Suriname, le pays natal de Macrooy. La chorale est composé d'une soixantaine de voix enregistrées par trois chanteurs: Jeangu Macrooy, son frère jumeau Xillan Macrooy et la chanteuse A Mili. De plus, la voix de son collègue compositeur Pieter Perquin est entendue au début de la chanson.
La base de la chanson était de Macrooy, qui l'a terminée le 17 décembre 2020. Il y avait travaillé auparavant avec Pieter Perquin. En composant, Macrooy et Perquin n'ont pas commencé avec une structure de chanson définie comme verse-refrain-verse-refrain-bridge-refrain ; au lieu de cela, ils l'ont construit morceau par morceau et ont essayé de nouveaux éléments lorsqu'ils sont apparus. Avec la chorale au début de la chanson, on dirait donc que la chanson a deux refrains et une fin qui lui est propre.

## Paroles de chanson
Macrooy avait déjà écrit un poème qui deviendrait les paroles de la chanson avant de commencer avec Perquin à élaborer la musique. Selon Macrooy, ce poème n'aurait pas existé si les développements en 2020 autour de Black Lives Matter ne s'étaient pas produits. Celles-ci lui donnaient le sentiment que la lutte d'il y a soixante ans n'était pas perdue. Les manifestations signifiaient beaucoup pour lui. Être présent à une manifestation, cela lui a inspiré le fait qu'il ne voyait pas seulement des Noirs autour de lui, et qu'il y voyait beaucoup de jeunes. "En fait, c'est la nouvelle ère dont je chante", a déclaré le chanteur.
En composant, Macrooy a également décidé de chanter en partie en sranan tongo; c'est la langue du refrain, alors que les vers sont chantés en anglais. Il chante à plusieurs reprises la phrase suivante: "Yu no man broko mi, mi na afu sensi", qui peut se traduire par: "Vous ne pouvez pas me briser, même si vous pensez que je suis inférieur."La dernière partie de la phrase signifie littéralement "que je suis un demi-cent", qui était la plus petite pièce du Suriname à l'époque coloniale. Macrooy utilise ici ce qu'on appelle un odo au Suriname, c'est-à-dire une sagesse de vie qui s'est transmise parmi les esclaves.
De par son choix, sranan tongo marque une nouvelle étape dans son développement. Il est né au XVIIe siècle parce que les esclaves n'étaient pas autorisés à parler néerlandais, alors qu'ils n'avaient pas une origine africaine commune. Plus tard, le sranan tongo a été interdit et la langue néerlandaise rendue obligatoire. Puis, au cours des années 1950, le sranan tongo a été autorisé, mais considéré comme une langue inférieure et découragé socialement. Depuis l'indépendance du Suriname en 1975, il est devenu progressivement plus accepté. Avec la Birth of a New Age, sranan tongo sera entendu pour la première fois à partir d'une scène mondiale.

## Peinture murale

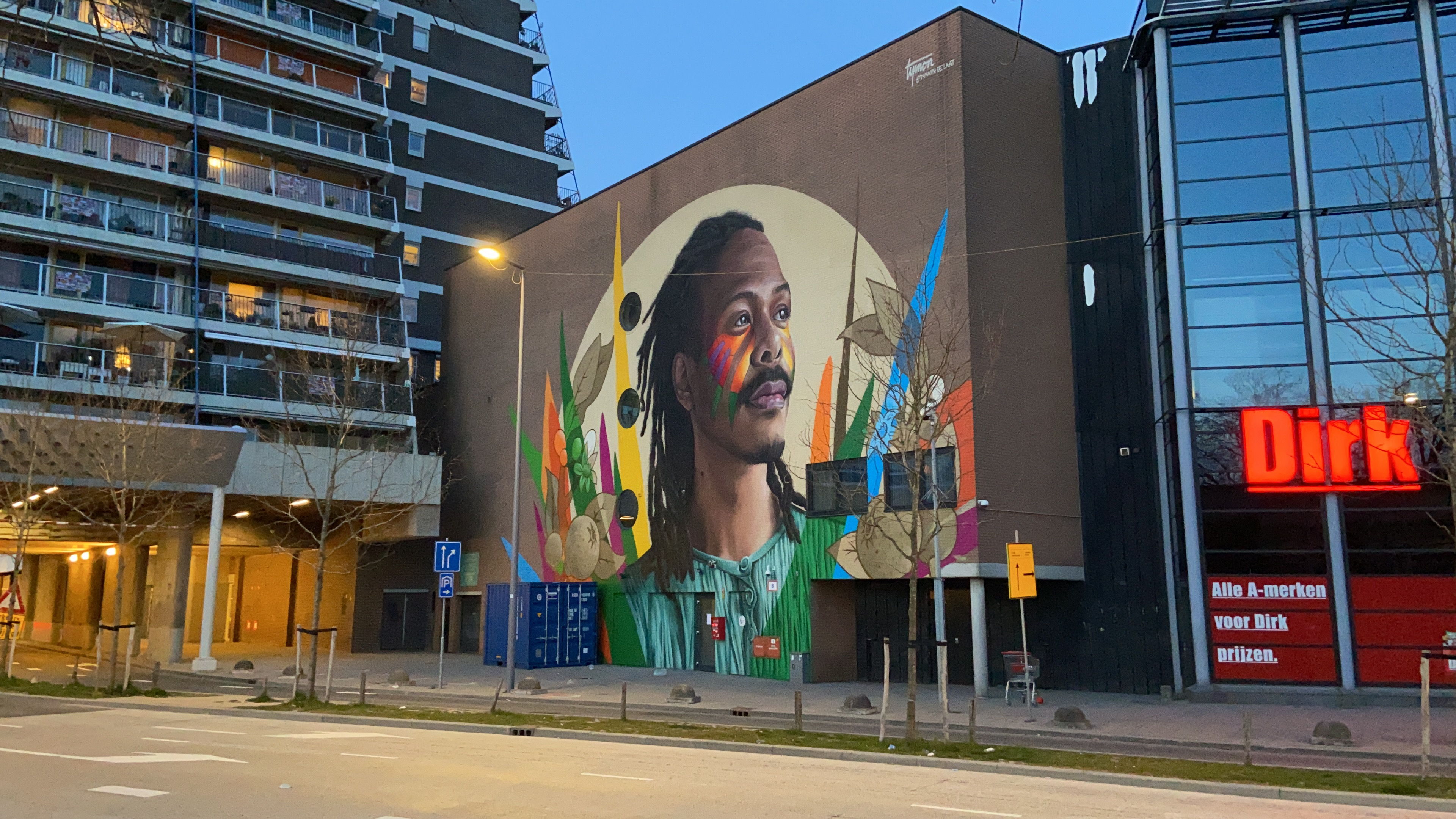
Peinture murale de Macrooy dans Rotterdam, Tymon de Laat

À l'occasion du projet artistique #UPStreetRotterdam, artiste visuel Tymon de Laat a réalisé son œuvre intitulée Birth of a New Age le 19 avril 2021. Il a placé sa signature dans une nacelle élévatrice devant Macrooy.

## Concours Eurovision de la chanson 2021

### Sélection interne
À la suite de l'annulation du Concours Eurovision de la chanson 2020 à cause de la Pandémie de Covid-19, le radiodifuseur néerlandais AVROTROS annonce le 18 mars 2020 vouloir que Macrooy était à nouveau le représentant des Pays-Bas pour l'édition suivante, en 2021.
Chansons représentant les Pays-Bas au Concours Eurovision de la chanson
Grow
(2020)

### À l'Eurovision
En tant que pays hôte, les Pays-Bas sont automatiquement qualifiés pour participer à la finale au cours de laquelle Birth of a New Age est chantée en 23e position et se classe à la 23e place avec 11 points.